# (73298) 2002 JX68
(73298) 2002 JX68 – planetoida z pasa głównego asteroid okrążająca Słońce w ciągu 3,52 lat w średniej odległości 2,31 j.a. Odkryta 7 maja 2002 roku.